# Christian Frederiksen
Christian Frederiksen (11 maggio 1962) è un ex canoista danese naturalizzato norvegese.

## Palmarès
Le medaglie elencate sono state conquistate in rappresentanza della Danimarca.

### Olimpiadi
- 1 medaglia:
  - 1 argento (Barcellona 1992 nel C-2 1000 m)

### Mondiali
- 8 medaglie:
  - 6 ori (Duisburg 1987 nel C-2 10000 m; Plovdiv 1989 nel C-2 1000 m; Plovdiv 1989 nel C-2 10000 m; Poznań 1990 nel C-2 10000 m; Copenaghen 1993 nel C-2 1000 m; Copenaghen 1993 nel C-2 10000 m)
  - 1 argento (Copenaghen 1993 nel C-2 500 m)
  - 1 bronzo (Montréal 1986 nel C-2 10000 m)